# 卡那刻
卡那刻（希腊语：Κανάκη）希腊神话中海神波塞冬之子埃俄洛斯与其妻厄那瑞忒所生的6个女儿之一（埃俄洛斯与厄那瑞忒共生6男6女）。
按照神话，卡那刻因与哥哥马卡柔斯相爱并发生乱伦生下女儿伊萨，而被其父迫令自杀。
希腊神话中另有一人名叫卡那刻，但不能确定是否与埃俄洛斯的女儿是同一人。这第2个卡那刻是波塞冬的情人，生有五子：阿洛欧斯、厄波剖斯、荷普琉斯、尼柔斯和特里俄帕斯。